# 青泥蓮花記
《青泥莲花记》，文言小說集，明代梅鼎祚编著。共十三卷。
青泥即指污泥，小說塑造了大量有節行操守的女形象，她們有如“出污泥而不染”的蓮花。《青泥莲花记》成书於明万历二十八年（1600年），分正编和外编两部分，前八卷为正编，后五卷为外编。正编分记禅、记玄、记忠、记义、记孝、记节、记从七类；外编分记藻、记用、记豪、记遇、记戒五类。小說廣辑自西漢以來两百多名妓女事迹，所謂“倡女之可取者”，該書凡例所谓“专以娼论”，少量为梅鼎祚自撰外，其余則录自正史、别集、诗话、笔记、传奇、佛经和道家传记。篇首即摩登伽女。今存万历三十年（1602年）鹿角山房刊本。